# کلاه‌سبز قویی کوهی
کلاه‌سبز قویی کوهی (نام علمی: Pterostylis crassicaulis) نام یک گونه از سرده ارکیده‌های کلاه‌سبز است.